# A Ferencvárosi Torna Club olimpiai bajnokainak listája
Az alábbi személyek a Ferencvárosi Torna Club sportolójaként nyertek olimpiai bajnoki címet.
| Kocsis Antal     | ökölvívó                   | 1928             |
| Molnár István    | vízilabdázó                | 1936             |
| Dalnoki Jenő     | labdarúgó                  | 1952             |
| Fábián Dezső     | vízilabdázó                | 1952             |
| Kárpáti György   | vízilabdázó                | 1952, 1956, 1964 |
| Novák Éva        | úszó                       | 1952             |
| Novák Ilona      | úszó                       | 1952             |
| Szilvásy Miklós  | birkózó                    | 1952             |
| Szittya Károly   | vízilabdázó                | 1952             |
| Szőke Katalin    | úszó                       | 1952 – 2 ×       |
| Ambrus Miklós    | vízilabdázó                | 1964             |
| Felkai László    | vízilabdázó                | 1964             |
| Gyarmati Dezső   | vízilabdázó                | 1964             |
| Novák Dezső      | labdarúgó                  | 1964, 1968       |
| Varga Zoltán     | labdarúgó                  | 1964             |
| Hesz Mihály      | kajakozó                   | 1968             |
| Juhász István    | labdarúgó                  | 1968             |
| Páncsics Miklós  | labdarúgó                  | 1968             |
| Szűcs Lajos      | labdarúgó                  | 1968             |
| Magyar Zoltán    | tornász                    | 1976, 1980       |
| Gerendás György  | vízilabdázó                | 1976             |
| Sike András      | birkózó                    | 1988             |
| Babatunde Fatusi | labdarúgó                  | 1996             |
| Kósz Zoltán      | vízilabdázó                | 2000             |
| Székely Bulcsú   | vízilabdázó                | 2000             |
| Kozák Danuta     | kajak                      | 2020             |
| Liu Shaoang      | rövidpályás gyorskorcsolya | 2022             |
| Dušan Mandić     | vízilabdázó                | 2024             |

Az aranyérmet szerző sportolók mellszobrai Az FTC olimpiai bajnokainak sétányán, a klub népligeti edzőközpontjában láthatóak.
- A sétány emlékplakettje
- Ambrus Miklós
- Dalnoki Jenő
- Fábián Dezső
- Felkai László
- Gerendás György
- Gyarmati Dezső
- Hesz Mihály
- Juhász István
- Kárpáti György
- Kocsis Antal
- Magyar Zoltán
- Molnár István
- Novák Dezső
- Novák Éva
- Novák Ilona
- Páncsics Miklós
- Sike András
- Székely Bulcsú
- Szilvási Miklós
- Szittya Károly
- Szőke Katalin
- Szűcs Lajos
- Varga Zoltán